# Можжевельник косточковый

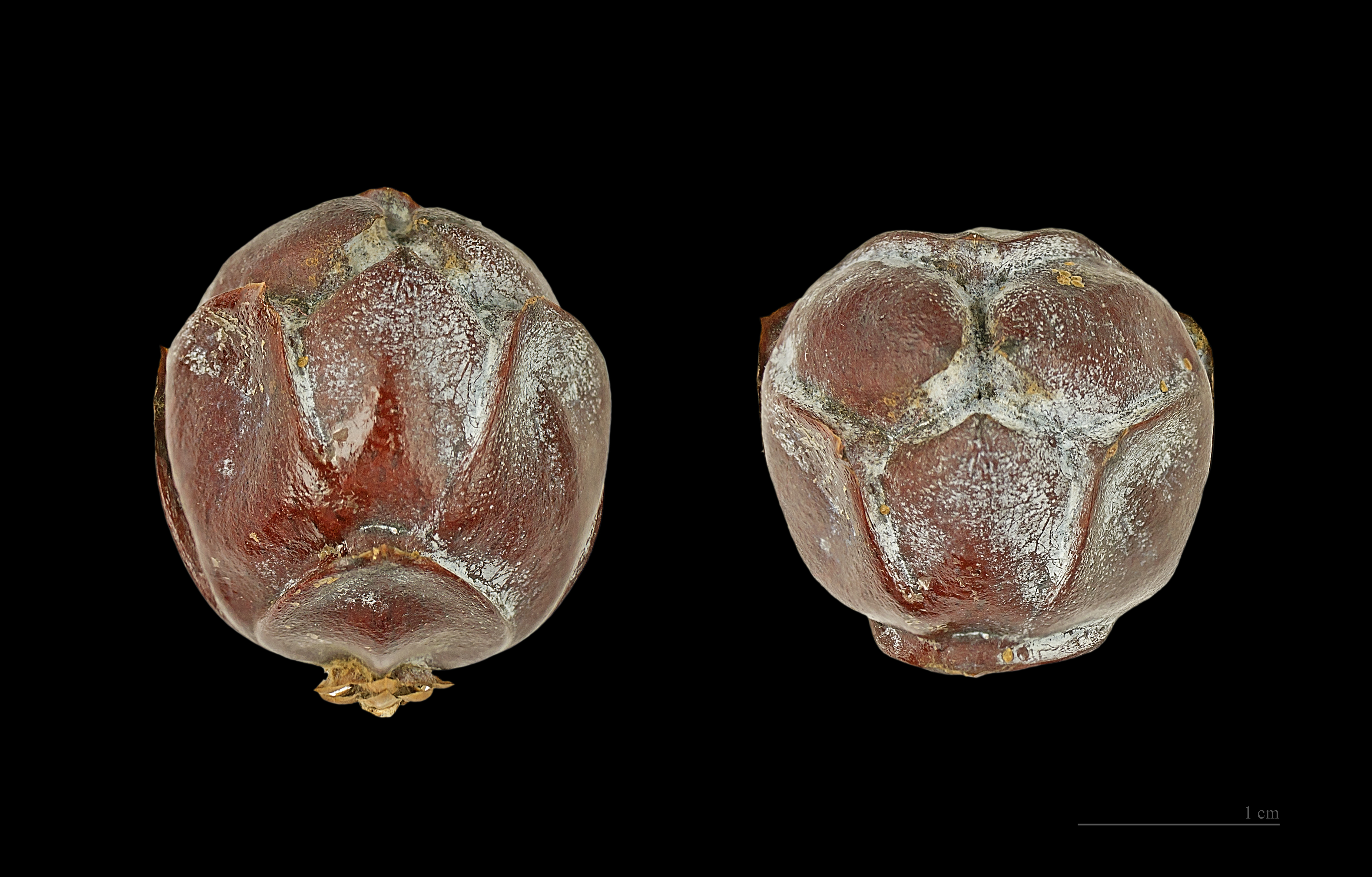
Juniperus drupacea

Можжевельник косточковый (лат. Juniperus drupacea) — вечнозелёные хвойные деревья, вид рода Можжевельник (Juniperus) семейства Кипарисовые (Cupressaceae).

## Распространение и экология
Встречается в Малой Азии, Ливане, на западе Сирии и юге Греции. В естественных условиях растёт в горах на высоте 800—1700 м над уровнем моря.

## Ботаническое описание
Двудомное растение высотой 10—12, до 18 м. Крона неправильно пирамидальная, образованной простертыми ветвями. Кора серая.
Почки яйцевидные, с плотными, заостренными чешуями. Листья с низбегающим основанием, плотные, колючие, длиной 1,5—2,5 см, шириной 3—4 мм, ланцетные, острые и сильно колючие, сверху вогнутые, с 2 белыми устьичными полосками и зелёной средней жилкой, снизу с сильно выраженным продольным килем.
Мужские колоски у основания с долго остающимися почечными чешуями.
Шишкоягоды крупные, диаметром около 2,5 см, почти шаровидные, на поверхности с ясно заметными краями сросшихся чешуи, тёмно-синие, покрытые налётом, с толстой мякотью и крупным крепким ядром, состоящим из сросшихся семян.

## Значение и применение
Весьма декоративный и засухоустойчивый вид. Изредка встречается в культуре в южной Европе (с середины XIX века). На территории России был введен Никитским ботаническим садом в 1843 году и неоднократно вводился впоследствии.
Мякоть плодов очень сладкая и употребляется на изготовление мармеладов.
Древесина дерева устойчива против гниения и в Малой Азии очень ценится на постройки и различные строительные материалы.

## Таксономия
Вид Можжевельник косточковый входит в род Можжевельник (Juniperus) семейства Кипарисовые (Cupressaceae) порядка Сосновые (Pinales).
|  |                    |  |                                          |                                          |                       |  | ещё 6 семейств | ещё 6 семейств |                              |  |  |  | ещё от 50 до 67 видов |
|  |                    |  |                                          |                                          |                       |  | ещё 6 семейств | ещё 6 семейств |                              |  |  |  | ещё от 50 до 67 видов |
|  |                    |  |                                          | порядок Сосновые                         |                       |  |                |                | род Можжевельник             |  |  |  |                       |
|  |                    |  |                                          | порядок Сосновые                         |                       |  |                |                | род Можжевельник             |  |  |  |                       |
|  | отдел Голосеменные |  |                                          |                                          | семейство Кипарисовые |  |                |                | вид Можжевельник косточковый |  |  |  |                       |
|  | отдел Голосеменные |  |                                          |                                          | семейство Кипарисовые |  |                |                |                              |  |  |  |                       |
|  |                    |  | ещё 13—14 порядков голосеменных растений | ещё 13—14 порядков голосеменных растений |                       |  |                | ещё 10 родов   | ещё 10 родов                 |  |  |  |                       |
|  |                    |  |                                          | ещё 13—14 порядков голосеменных растений |                       |  |                |                | ещё 10 родов                 |  |  |  |                       |